# Parti libre d'Estonie
Le Parti libre d'Estonie (en estonien Eesti Vabaerakond, EVA) est un parti politique estonien fondé en 2014. C'est un parti de type populiste de droite. Son leader est Kaul Nurm, et auparavant Andres Herkel. Il était représenté au Riigikogu par huit députés, depuis les élections législatives de 2015, représentation perdue lors des élections de 2019.